# Placówka Straży Granicznej I linii „Brzozowice”
Placówka Straży Granicznej I linii „Brzozowice” – jednostka organizacyjna Straży Granicznej pełniąca służbę ochronną na granicy polsko-niemieckiej w okresie międzywojennym.

## Formowanie i zmiany organizacyjne
Rozporządzeniem Prezydenta Rzeczypospolitej Polskiej Ignacego Mościckiego z 22 marca 1928 roku, do ochrony północnej, zachodniej i południowej granicy państwa, a w szczególności do ich ochrony celnej, powoływano z dniem 2 kwietnia 1928 roku  Straż Graniczną.
Rozkazem nr 4 z 30 kwietnia 1928 roku w sprawie organizacji Śląskiego Inspektoratu Okręgowego dowódca Straży Granicznej gen. bryg. Stefan Pasławski określił strukturę organizacyjną komisariatu SG „Kamień”. 
Rozkazem nr 2 z 24 sierpnia 1933 roku w sprawach zmian etatowych, przydziałów oraz utworzenia placówek, komendant Straży Granicznej płk Jan Jur-Gorzechowski utworzył placówkę I linii Brzozowice.
Placówka I linii Kamień przeniesiona została 1 maja 1933 roku do Brzozowic

## Kierownicy/dowódcy placówki
W kronice komisariatu widnieje uwaga: „dawniej Kamień”
| stopień          | imię i nazwisko      | okres pełnienia służby | kolejne stanowisko |
| ---------------- | -------------------- | ---------------------- | ------------------ |
| starszy strażnik | Stanisław Biskup     | 1 IX 1931 – 15 XI 1934 |                    |
| przodownik       | Kazimierz Koryciński | 15 XI 1934 – 22 X 1935 |                    |
| starszy strażnik | Wacław Herman        | 22 X 1935 –            |                    |
| przodownik       | Paweł Nieszporek     | 10 VI 1937 –           |                    |